# Bomarea caucana
Bomarea caucana är en alströmeriaväxtart som beskrevs av Alzate. Bomarea caucana ingår i släktet Bomarea och familjen alströmeriaväxter. Inga underarter finns listade i Catalogue of Life.